# Ludovico VII di Baviera-Ingolstadt
Ludovico VII di Baviera-Ingolstadt detto il Barbuto, (in tedesco der bartige o der Gebartete) (1368 – Rocca di Burghausen, 1º maggio 1447) è stato duca di Baviera-Ingolstadt dal 1413 al 1443, quando fu deposto dal figlio.

## Biografia

### Infanzia e gioventù
Ludovico era l'unico figlio maschio di Stefano III di Baviera-Ingolstadt e di Taddea Visconti. Fin da giovane prese parte alle vicende politiche paterne, è attestata la sua presenza nel 1388 durante l'assedio delle città di Stadtamhof e Donaustauf nel contesto della guerra contro la federazione delle città della Svevia. Prese anche parte alla campagna condotta dal padre in Italia nel 1390 in cui Stefano fu a fianco degli alleati di Francesco I da Carrara nel vano tentativo di fargli riottenere il dominio su Padova.
Fu inoltre coinvolto nel conflitto del 1394 fra suo padre e Giovanni II di Baviera-Monaco in cui tentò senza successo di impossessarsi della città di Frisinga, riuscì invece a conquistare la città di Neustadt an der Donau e delle sue cospicue ricchezze. Nel 1397 strinse un accordo di reciproco aiuto con Ernesto, figlio di Giovanni, l'accordo prevedeva che nel caso in cui i rispettivi padri avessero intrapreso azioni contrarie agli interessi dei figli questi si sarebbero aiutati a vicenda. Questo accordo fa presumere che anche Ludovico, come i suoi zii, fosse preoccupato dallo stile di vita eccessivamente dispendioso della corte paterna.
A dispetto dell'accordo prese però le parti del padre quando alla morte di Giovanni (giugno 1397) Stefano III rivendicò il dominio sul ducato di Baviera-Monaco, il conflitto si concluse nel 1402 con la rinuncia da parte di Stefano III ai diritti sul ducato. Seguì il padre anche nella politica imperiale, entrambi erano presenti alla dieta di Francoforte (1400) nello schieramento favorevole a Roberto del Palatinato che venne eletto re dei Romani al posto di Venceslao di Lussemburgo. Ludovico accompagnò il nuovo sovrano nell'infruttuosa campagna in Italia del 1401.

### La corte francese

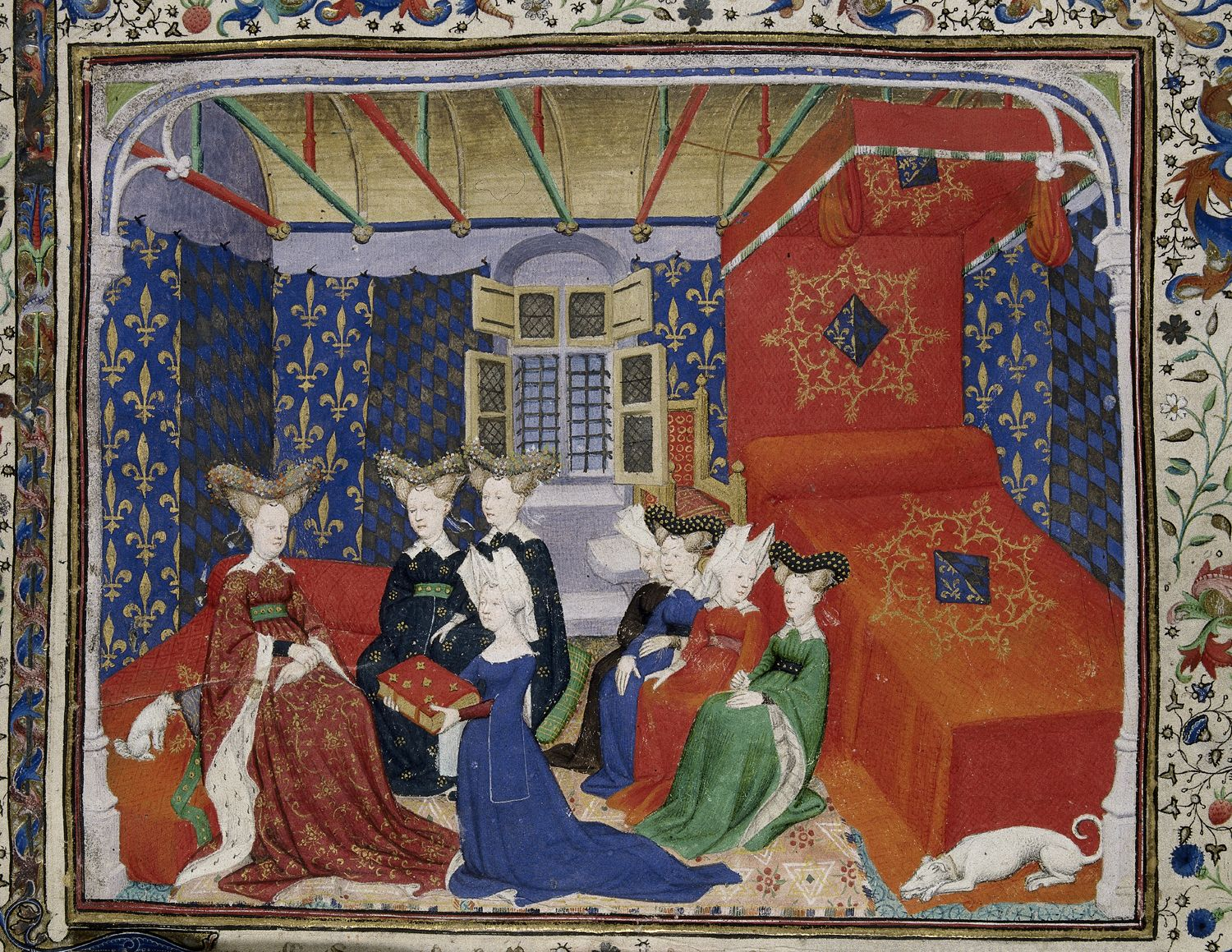
La sorella di Ludovico, Isabella di Baviera, era la regina consorte di Francia.

Ludovico trascorse lunghi periodi (dal 1391 al 1393 e poi di nuovo dal 1402 al 1403 e dal 1407 al 1413) in Francia dove la sorella Isabella aveva sposato nel 1385 il sovrano Carlo VI di Francia, Ludovico dal 1393 fece parte del consiglio di reggenza composto da quattro zii del giovane sovrano ancora minorenne. I soggiorni presso la dissoluta corte francese influenzarono Ludovico, i contemporanei lo accusarono di manie di grandezza e di una eccessiva litigiosità. 
In Francia sposò nel 1402 Anna di Borbone, figlia di Giovanni I di Borbone-La Marche e vedova di Giovanni conte di Montpensier. Dopo la morte della prima moglie (1408) sposò Caterina d'Alençon, figlia di Pietro II d'Alençon, questo matrimonio gli portò il ducato di Mortaigne in Normandia, una serie di titoli francesi e da parte del sovrano francese - con intercessione della sorella - un vitalizio di 50mila franchi annui. Questo patrimonio, insieme alla cospicua dote della prima moglie venne usato per acquistare signorie e castelli e per finanziare la costruzione dell'imponente Chiesa di Nostra Signora a Ingolstadt, destinata a divenire il suo luogo di sepoltura.

### Il ritorno in Baviera
Alla morte del padre (2 ottobre 1413), rientrò in Baviera e iniziò una serie di contrasti con i cugini duchi di Monaco-Baviera e soprattutto con Enrico di Baviera-Landshut da cui Ludovico esigeva già da anni il pagamento di un indennizzo la cui origine risaliva alla ripartizione della Baviera del 1392. A seguito delle numerose schermaglie il 17 aprile del 1414 i regnanti dei territori confinanti si coalizzarono nella cosiddetta Società del Parrocchetto (Sittichgesellschaft) che comprendeva i due duchi di Baviera-Monaco, Ernesto e Guglielmo, Enrico XVI di Wittelsbach, duca di Baviera-Landshut e Giovanni di Wittelsbach, conte del Palatinato-Neumarkt, loro lontano parente ai quali si aggiunsero nel febbraio del 1415 Federico VI di Hohenzollern, burgravio di Norimberga e Ludovico III di Wittelsbach, Elettore Palatino del Reno.
La coalizione venne confermata nel corso del concilio di Costanza assumendo il nome di Lega di Costanza. Ludovico si era presentato in questa occasione rivendicando nuovamente il suo diritto ad un indennizzo, quando una sentenze diede ragione ad Enrico le schermaglie fra i due si inasprirono e durante un agguato Ludovico fu gravemente ferito dal cugino. Ludovico proseguì nelle sue richieste di vendetta riuscendo però solo ad ingrandire l'alleanza dei suoi nemici, il conflitto proseguì fino al 1422 quando una sonora sconfitta portò Ludovico a riparare presso la corte di re Sigismondo di Lussemburgo che mediò per raggiungere una tregua.
La pace temporanea terminò alla morte senza eredi di Giovanni III di Baviera-Straubing con la contesa sulla successione del piccolo ducato di Baviera-Straubing che, sulla base di una sentenza reale del 26 aprile 1429, venne diviso tra i tre ducati bavaresi.
Ludovico non aveva però ancora accantonato il suo rancore per i fatti di Costanza chiedendo come pena per Enrico il taglio della mano destra, il sovrano negò una riparazione così crudele e condannò invece Enrico all'esecuzione di opere pie e pellegrinaggi.
Ludovico fu nuovamente coinvolto in conflitti e contrasti nel 1433 quando numerosi monasteri protestarono per le imposizioni troppo elevate, intervenne Papa Eugenio IV, il duca venne scomunicato ma lo scoppio di una guerra venne scongiurato dall'intervento di re Sigismondo, Ludovico dovette rinunciare alla città di Donauwörth e annullare un ingente debito del sovrano.
Nel frattempo Alberto di Baviera, figlio di Ernesto di Baviera-Monaco aveva cercato riparo presso lo zio dopo l'assassinio da parte del padre di Agnes Bernauer, questo fece scoppiare un nuovo conflitto con Ernesto e con Enrico che approfittò dell'occasione per ricominciare le schermaglie. Questo nuovo conflitto terminò nel 1436. Ludovico aveva 68 anni e aveva passato gran parte della sua esistenza in guerra con parenti e confinanti.

### L'epilogo, padre contro figlio
Il figlio primogenito nato dal primo matrimonio, Ludovico detto il gobbo (in tedesco der Bucklige) dopo la morte della madre era cresciuto affidato alla regina Carlotta di Cipro, sorella della seconda moglie del padre.
Destinato al matrimonio con Anna di Lusignano, figlia del re Giano di Cipro, contro il volere paterno il giovane sposò invece Margherita di Brandeburgo, figlia di Federico I di Brandeburgo e vedova di Alberto V di Meclemburgo-Schwerin. Nel 1414 il padre gli aveva concesso la contea di Graisbach, la coppia risiedeva a Friedberg, nei pressi di Augusta. Negli anni della guerra bavarese il giovane aveva sostenuto, pur con moderazione, il padre. Fisicamente deforme era disprezzato dal padre che gli preferiva il figlio illegittimo Wieland von Freyberg a cui concedeva soldi e beni e di cui organizzò il matrimonio con una nobile. Il giovane Ludovico, temendo per la sua eredità, si alleò con il cognato Alberto Achille e con Alberto III di Baviera e il 27 gennaio del 1439 mosse contro Ingolstadt costringendo il padre a riparare a Neuburg. Ludovico il gobbo conquistò gran parte dei possedimenti paterni e il 4 settembre 1443, dopo un lungo assedio, conquistò Neuburg imprigionando il padre.
La morte improvvisa di Ludovico il gobbo nell'aprile del 1445 diede inizio ad una serie di passaggi di mano del prigioniero che infine venne ceduto, dietro pagamento di 32mila fiorini, al suo acerrimo nemico, il duca Enrico che lo trasferì prima a Landshut e poi presso la rocca di Burghausen. Le complicate trattative per la liberazione dell'anziano duca si interruppero con la sua morte. Le sue spoglie furono sepolte, dopo aver ottenuto l'autorizzazione a causa della scomunica ancora in atto, presso la chiesa dell'abbazia di Raitenhaslach. Il monumento ordinato per la sepoltura nella chiesa di Ingolstadt non venne mai realizzato, un modello è custodito presso il Museo nazionale bavarese a Monaco.

## Arte e architettura

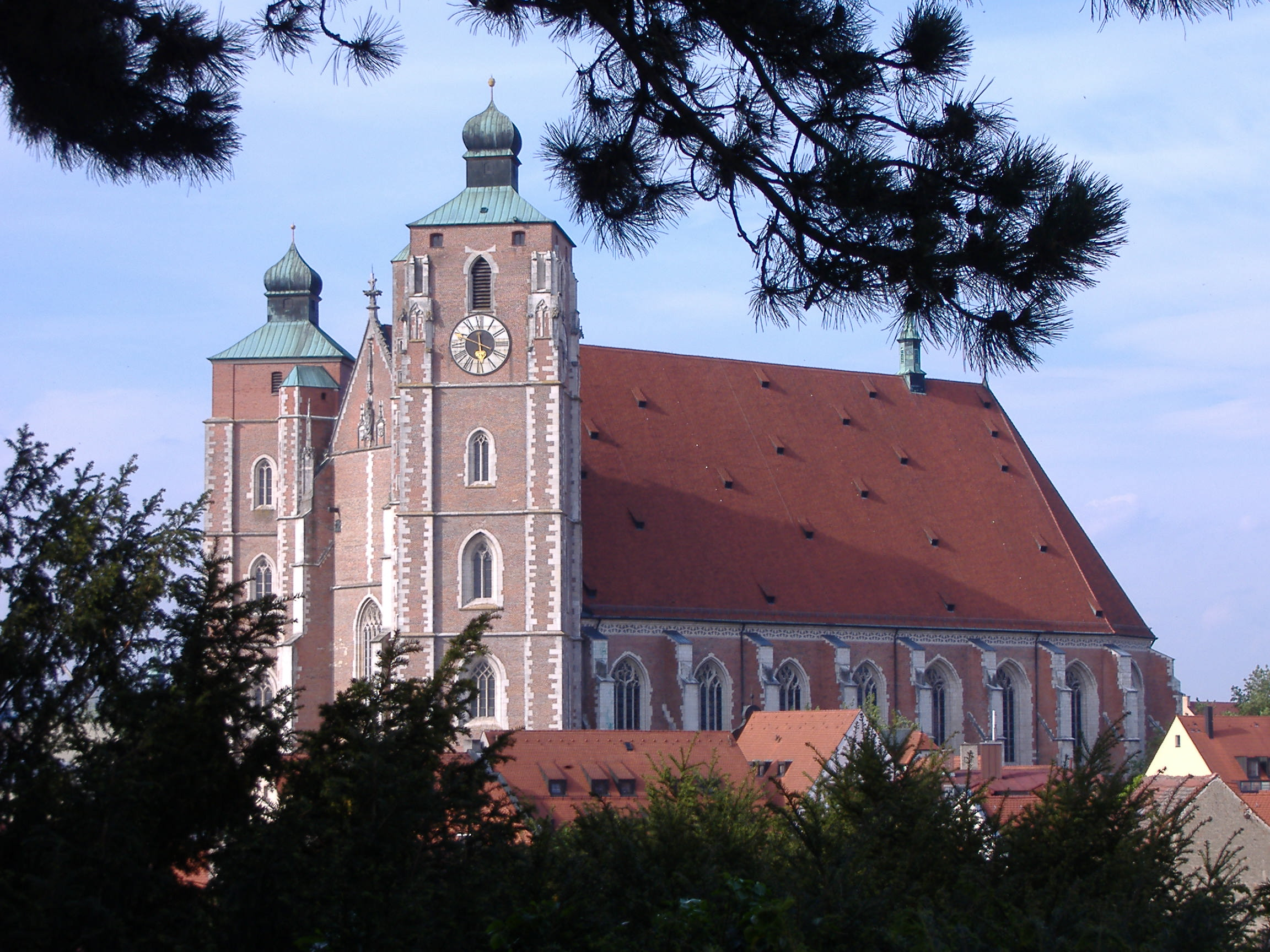
La chiesa di Nostra Signora a Ingolstadt

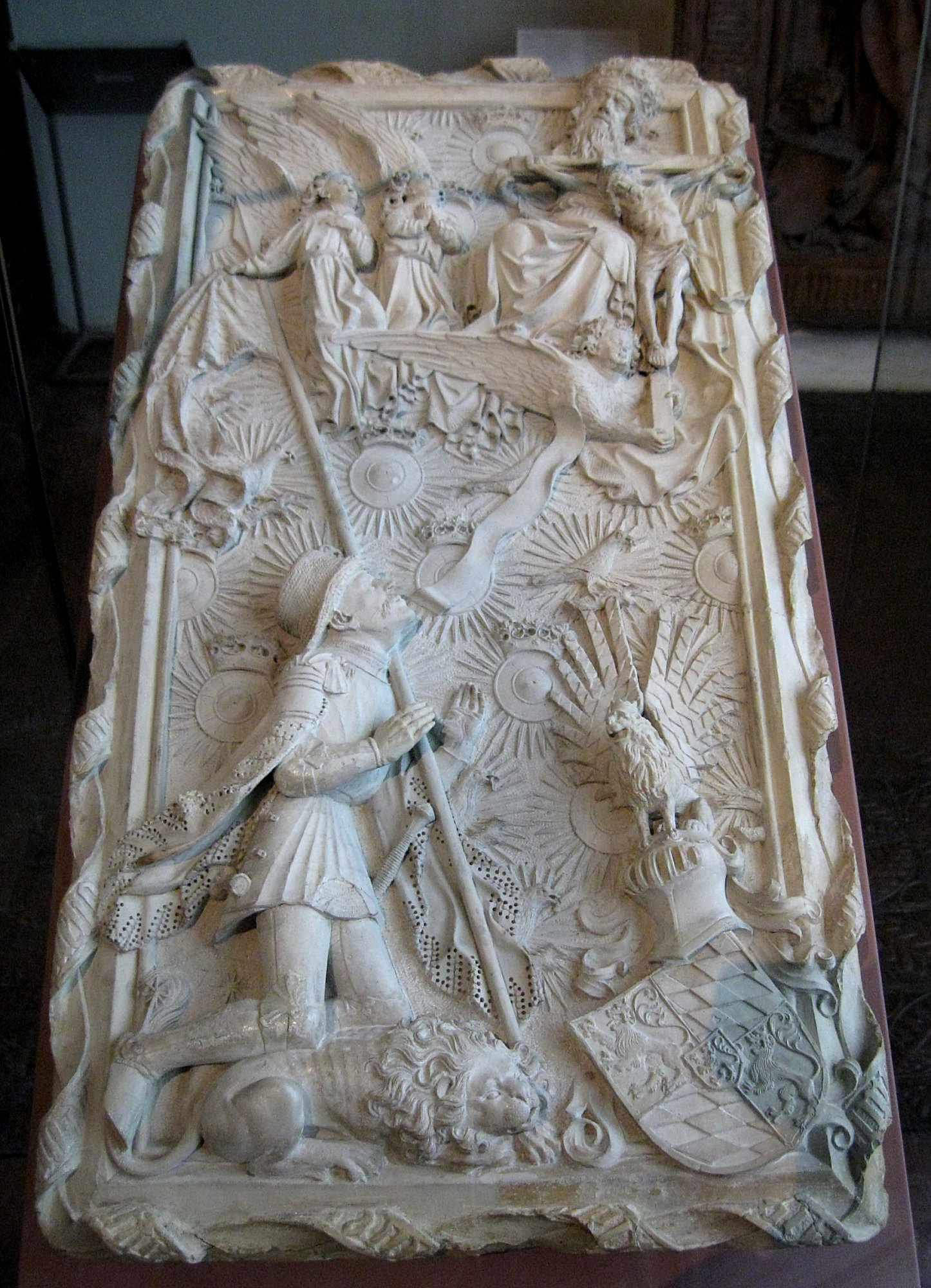
La bozza per il monumento funebre di Ludovico (1430, attribuito allo scultore Hans Multscher)

Durante il suo governo Ludovico fece costruire numerosi edifici soprattutto nella città di Landshut. Diede l'avvio alla costruzione del nuovo castello della città e nel 1425 finanziò la costruzione dell'imponente Chiesa di Nostra Signora donando anche una raffigurazione in oro della Vergine per l'altare maggiore della chiesa Finanziò inoltre l'edificio chiamato Hohe Schule, in origine un ospizio per i poveri che in seguito fu sede dell'Università della città. 
I costanti conflitti coi parenti resero necessario il rafforzamento delle difese cittadine e quelle dei centri abitati nel ducato, opere di fortificazione furono realizzate a Friedberg, Rain am Lech, Kufstein, Wasserburg am Inn, Lauingen e Schrobenhausen. Significativo il completamento della cinta muraria di Ingolstadt e di quella di Neuburg an der Donau che venne messa alla prova nel 1440 durante l'assedio da parte del figlio. 

## Famiglia

### Genitori e fratelli
- Stefano III di Baviera-Ingolstadt, Padre
- Taddea Visconti, Madre
- Isabella di Baviera, sorella di Ludovico
- Johann von Moosburg, fratello di Ludovico

### Matrimoni ed eredi
Ludovico si sposò due volte. La prima volta con Anna di Borbone, figlia di Giovanni I di Borbone-La Marche dalla quale ebbe due figli, di cui uno solo raggiunse l'età adulta:
- Ludovico (1403-1445).
- Johann (1404), morto quando era un bambino.

La seconda volta sposò Caterina d'Alençon, dalla quale ebbe due figli, che però morirono nell'infanzia:
- Johann (1415)
- Una figlia.

Con vari amanti, Ludovico fu padre di diversi figli illegittimi.

## Ascendenza
|                                          |                                    |                                           | Genitori                                |  |  | Nonni |  |  | Bisnonni                           |  |  | Trisnonni                           |  |
|                                          |                                    |                                           |                                         |  |  |       |  |  | Ludovico IV, imperatore dei Romani |  |  | Ludovico II, duca dell'Alta Baviera |  |
|                                          |                                    |                                           |                                         |  |  |       |  |  | Ludovico IV, imperatore dei Romani |  |  | Ludovico II, duca dell'Alta Baviera |  |
|                                          |                                    | Matilde d'Asburgo                         |                                         |  |  |       |  |  | Ludovico IV, imperatore dei Romani |  |  |                                     |  |
| Stefano II, duca di Baviera-Landshut     |                                    |                                           |                                         |  |  |       |  |  | Ludovico IV, imperatore dei Romani |  |  |                                     |  |
|                                          |                                    | Beatrice di Świdnica                      | Bolko I, duca di Świdnica               |  |  |       |  |  |                                    |  |  |                                     |  |
|                                          |                                    | Beatrice di Świdnica                      | Bolko I, duca di Świdnica               |  |  |       |  |  |                                    |  |  |                                     |  |
|                                          |                                    | Beatrice di Świdnica                      | Beatrice di Brandeburgo                 |  |  |       |  |  |                                    |  |  |                                     |  |
| Stefano III, duca di Baviera-Ingolstadt  |                                    | Beatrice di Świdnica                      |                                         |  |  |       |  |  |                                    |  |  |                                     |  |
|                                          |                                    | Federico III, re di Sicilia               | Pietro III, r della Corona d'Aragona    |  |  |       |  |  |                                    |  |  |                                     |  |
|                                          |                                    | Federico III, re di Sicilia               | Pietro III, r della Corona d'Aragona    |  |  |       |  |  |                                    |  |  |                                     |  |
|                                          |                                    | Federico III, re di Sicilia               | Costanza II, regina di Sicilia          |  |  |       |  |  |                                    |  |  |                                     |  |
| Isabella di Sicilia                      |                                    | Federico III, re di Sicilia               |                                         |  |  |       |  |  |                                    |  |  |                                     |  |
|                                          |                                    | Eleonora di Napoli                        | Carlo II, re di Napoli                  |  |  |       |  |  |                                    |  |  |                                     |  |
|                                          |                                    | Eleonora di Napoli                        | Carlo II, re di Napoli                  |  |  |       |  |  |                                    |  |  |                                     |  |
|                                          |                                    | Eleonora di Napoli                        | Maria d'Ungheria                        |  |  |       |  |  |                                    |  |  |                                     |  |
| Ludovico VII, duca di Baviera-Ingolstadt |                                    | Eleonora di Napoli                        |                                         |  |  |       |  |  |                                    |  |  |                                     |  |
|                                          | Stefano Visconti, signore di Arona | Matteo I Visconti, signore di Milano      |                                         |  |  |       |  |  |                                    |  |  |                                     |  |
|                                          | Stefano Visconti, signore di Arona | Matteo I Visconti, signore di Milano      |                                         |  |  |       |  |  |                                    |  |  |                                     |  |
|                                          | Stefano Visconti, signore di Arona | Bonacossa Borri                           |                                         |  |  |       |  |  |                                    |  |  |                                     |  |
| Bernabò Visconti, signore di Milano      | Stefano Visconti, signore di Arona |                                           |                                         |  |  |       |  |  |                                    |  |  |                                     |  |
|                                          |                                    | Valentina Doria                           | Bernabò Doria                           |  |  |       |  |  |                                    |  |  |                                     |  |
|                                          |                                    | Valentina Doria                           | Bernabò Doria                           |  |  |       |  |  |                                    |  |  |                                     |  |
|                                          |                                    | Valentina Doria                           | Eliana Fieschi                          |  |  |       |  |  |                                    |  |  |                                     |  |
| Taddea Visconti                          |                                    | Valentina Doria                           |                                         |  |  |       |  |  |                                    |  |  |                                     |  |
|                                          |                                    | Mastino II della Scala, signore di Verona | Alboino della Scala, signore di Verona  |  |  |       |  |  |                                    |  |  |                                     |  |
|                                          |                                    | Mastino II della Scala, signore di Verona | Alboino della Scala, signore di Verona  |  |  |       |  |  |                                    |  |  |                                     |  |
|                                          |                                    | Mastino II della Scala, signore di Verona | Beatrice da Correggio                   |  |  |       |  |  |                                    |  |  |                                     |  |
| Regina della Scala                       |                                    | Mastino II della Scala, signore di Verona |                                         |  |  |       |  |  |                                    |  |  |                                     |  |
|                                          |                                    | Taddea da Carrara                         | Giacomo I da Carrara, signore di Padova |  |  |       |  |  |                                    |  |  |                                     |  |
|                                          |                                    | Taddea da Carrara                         | Giacomo I da Carrara, signore di Padova |  |  |       |  |  |                                    |  |  |                                     |  |
|                                          |                                    | Taddea da Carrara                         | Elisabetta Gradenigo                    |  |  |       |  |  |                                    |  |  |                                     |  |
|                                          |                                    | Taddea da Carrara                         |                                         |  |  |       |  |  |                                    |  |  |                                     |  |